# 濾出
濾出（ろしゅつ）とは血液中の血液や組織液の生成起転で血管外へ染み出ることである。漏出（ろうしゅつ）とも呼ばれる。濾出した液体を濾出液あるいは漏出液という。

## メカニズム
血液と組織液間の水分や物質の交流は、毛細血管や細静脈における血液および組織液の圧力と膠質浸透圧の相互関係によりおこなわれているので生理的濾出と呼ばれる。この際に血管外にでる液体で血漿液成分のうち小さな物質のみが選択的に血管壁を透過したものを濾出液という。タンパク質濃度は少ない。病的状態において浮腫がみられる場合は心不全、肝癌、肝硬変、ネフローゼ症候群で濾出液がみられる。